# Stora Skedvi socken
Stora Skedvi socken ligger i södra Dalarna, ingår sedan 1971 i Säters kommun och motsvarar från 2016 Stora Skedvi distrikt.
Socknens areal är 221,22 kvadratkilometer, varav 205,52 land. År 2020 fanns här 2 244 invånare. Tätorten och kyrkbyn Skedvi kyrkby med sockenkyrkan Stora Skedvi kyrka ligger i socknen. 

## Administrativ historik
Stora Skedvi socken har medeltida ursprung under namnet Skedvi socken. Namnet ändrades till det nuvarande i mitten av 1700-talet, i jordeboken från 1825.
Vid kommunreformen 1862 övergick socknens ansvar för de kyrkliga frågorna till Stora Skedvi församling och för de borgerliga frågorna till Stora Skedvi landskommun. Landskommunen uppgick 1971 i Säters kommun.  Församlingen uppgick 2010 i Säterbygdens församling.
1 januari 2016 inrättades distriktet Stora Skedvi, med samma omfattning som församlingen hade 1999/2000.  
Socknen har tillhört fögderier, tingslag och domsagor enligt vad som beskrivs i artikeln Dalarna. De indelta soldaterna tillhörde Dalregementet och Livkompaniet.

## Geografi
Stora Skedvi socken ligger norr och öster om Säter kring Dalälven. Socknen är en odlingsbygd med höglänta skogsbygder i norr som i Råberget når 337 meter över havet.
Orterna Arkhyttan, Fäggeby, Kyrkberget och Uppbo, Nedernora ligger här.
Bygdens största företag är Forsa Gård (ekologisk smågrisuppfödning), MEAG (tillverkare av VA-system) och Skedvi bröd (knäckebrödsbageri).

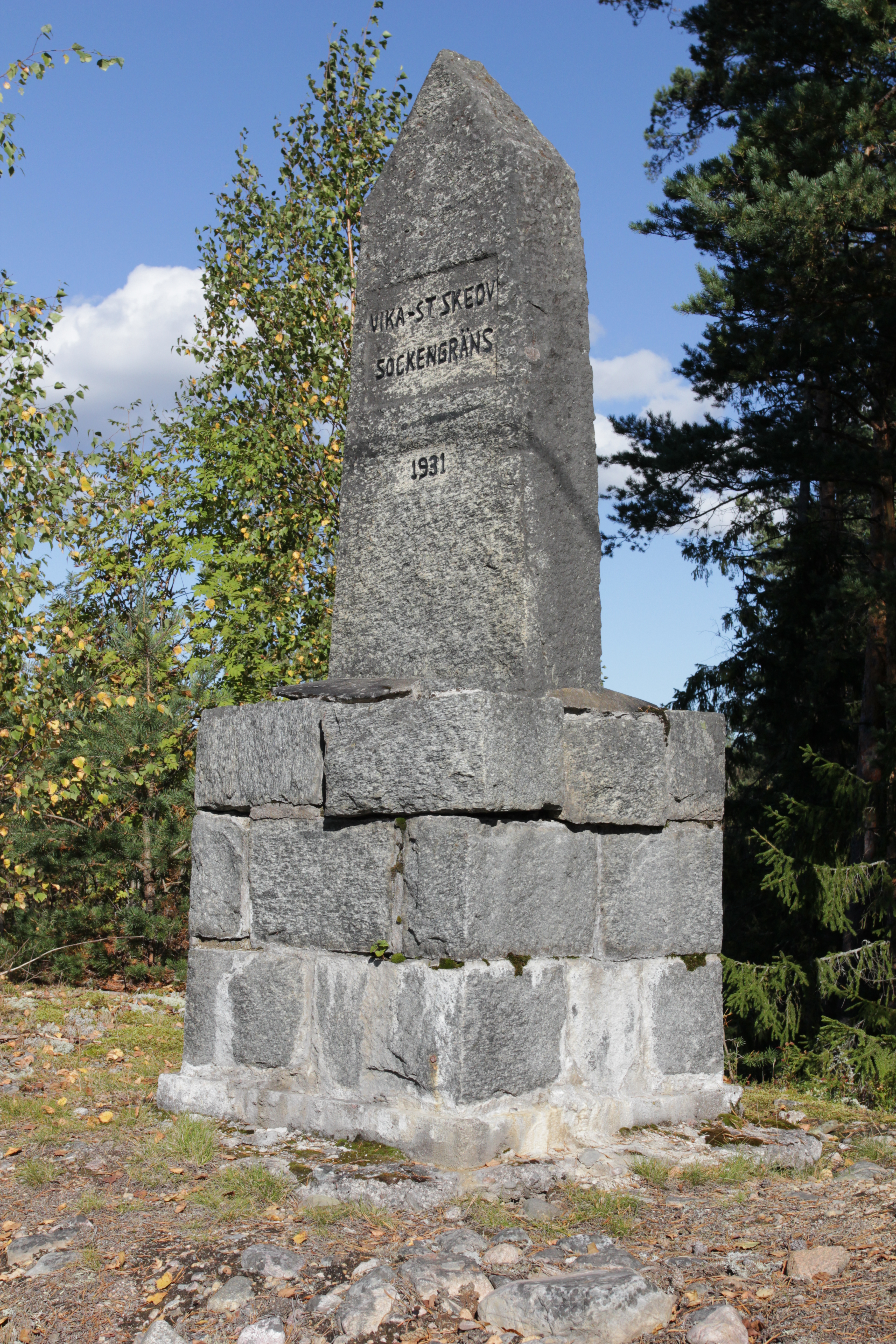
Sten som visar gränsen mellan Vika och Stora Skedvi socknar.

## Fornlämningar
Ett tiotal boplatser från stenåldern är funna, liksom gravar från vikingatid. Flera gamla järnframställningsplatser kan också vara forntida.

## Namnet
Namnet (1297 Scedui) kommer från kyrkbyn. Efterleden är vi, 'helig plats, kultplats'. Förleden är oklar, den har associerats med skede, 'kappridning' och med sked, 'planka, bräde' då syftande på ett med bräder inhägnat område.

## Befolkningsutveckling
Folkmängden i Säterbygdens församling var 10 840 år 2010.
| Befolkningsutvecklingen i Stora Skedvi socken 1750–2020 | Befolkningsutvecklingen i Stora Skedvi socken 1750–2020 | Befolkningsutvecklingen i Stora Skedvi socken 1750–2020 | Befolkningsutvecklingen i Stora Skedvi socken 1750–2020 | Befolkningsutvecklingen i Stora Skedvi socken 1750–2020 |
| --- | ------------------------------------------------------- | ------------------------------------------------------- | ------------------------------------------------------- | ------------------------------------------------------- |
| |                                                         |                                                         |                                                         |                                                         |
| År |                                                         |                                                         | Folkmängd                                               |                                                         |
| 1750 | 1750                                                    |                                                         | 2 751                                                   |                                                         |
| 1760 | 1760                                                    |                                                         | 2 828                                                   |                                                         |
| 1769 | 1769                                                    |                                                         | 2 961                                                   |                                                         |
| 1780 | 1780                                                    |                                                         | 2 915                                                   |                                                         |
| 1790 | 1790                                                    |                                                         | 2 919                                                   |                                                         |
| 1800 | 1800                                                    |                                                         | 3 090                                                   |                                                         |
| 1810 | 1810                                                    |                                                         | 3 093                                                   |                                                         |
| 1820 | 1820                                                    |                                                         | 3 230                                                   |                                                         |
| 1830 | 1830                                                    |                                                         | 3 319                                                   |                                                         |
| 1840 | 1840                                                    |                                                         | 3 362                                                   |                                                         |
| 1850 | 1850                                                    |                                                         | 3 646                                                   |                                                         |
| 1860 | 1860                                                    |                                                         | 3 677                                                   |                                                         |
| 1870 | 1870                                                    |                                                         | 3 659                                                   |                                                         |
| 1880 | 1880                                                    |                                                         | 3 563                                                   |                                                         |
| 1890 | 1890                                                    |                                                         | 3 354                                                   |                                                         |
| 1900 | 1900                                                    |                                                         | 3 361                                                   |                                                         |
| 1910 | 1910                                                    |                                                         | 3 270                                                   |                                                         |
| 1920 | 1920                                                    |                                                         | 3 292                                                   |                                                         |
| 1930 | 1930                                                    |                                                         | 3 326                                                   |                                                         |
| 1940 | 1940                                                    |                                                         | 3 236                                                   |                                                         |
| 1950 | 1950                                                    |                                                         | 3 197                                                   |                                                         |
| 1960 | 1960                                                    |                                                         | 2 834                                                   |                                                         |
| 1970 | 1970                                                    |                                                         | 2 391                                                   |                                                         |
| 1980 | 1980                                                    |                                                         | 2 305                                                   |                                                         |
| 1990 | 1990                                                    |                                                         | 2 439                                                   |                                                         |
| 2020 | 2020                                                    |                                                         | 2 244                                                   |                                                         |
| Anm: Källor: Umeå universitet - Tabellverket 1749-1859, Demografiska databasen, CEDAR, Umeå universitet, Folkmängden per distrikt, landskap, landsdel eller riket efter kön. År 2015 - 2022. |                                                         |                                                         |                                                         |                                                         |